# Kaj Ilmonen
Kaj Juhani Ilmonen, född 21 juli 1944 i Helsingfors, död där 6 mars 2007, var en finländsk sociolog.
Ilmonen avlade doktorsexamen i samhällsvetenskaper 1984. Han var 1970–1987 forskare vid Konsumtionsandelslagens centralförbund och 1988–1994 vid Löntagarnas forskningsinstitut samt utnämndes 1994 till professor i sociologi vid Jyväskylä universitet. Han var mest känd för sina analyser av arbetarrörelsens organisationsfrågor och bedrev därtill bland annat konsumentforskning. Inom hans produktion märks Behov bland punkare och byråkrater (1984), The end of cooperative movement (1992) och Tavaroiden taikamaailma (1993). 